# 卢维尼 (大西洋比利牛斯省)
卢维尼（法語：Louvigny，法語發音：[luviɲi] ⓘ）是法国大西洋比利牛斯省的一个市镇，属于波城区。

## 地理
卢维尼（43°30'44"N, 0°26'36"W）面积7.02 平方千米，位于法国新阿基坦大区大西洋比利牛斯省，该省份为法国东南部省份，涵盖了贝阿恩与北巴斯克，西临大西洋比斯開灣，北至朗德省，东北接热尔省，东临上比利牛斯省，南与西班牙接壤。
与卢维尼接壤的市镇（或旧市镇、城区）包括：阿尔扎克-阿拉济盖、菲舒斯-里于马尤、加罗斯、米亚洛斯、维涅。

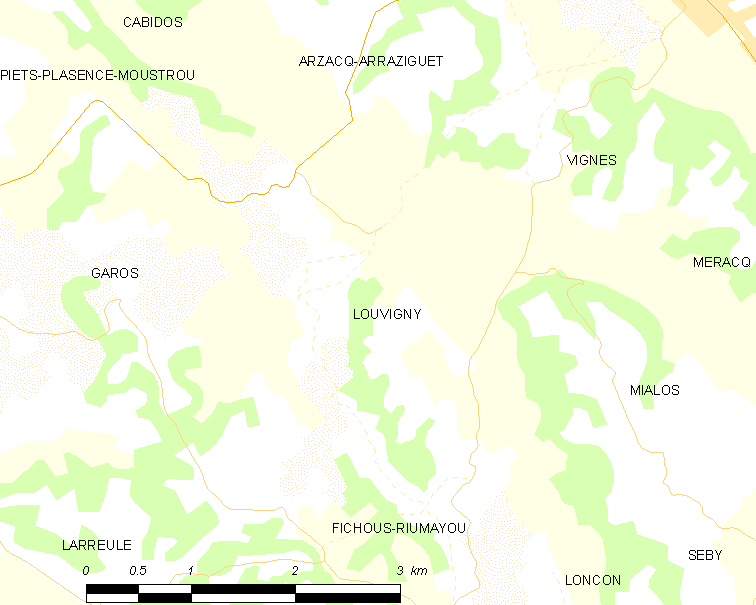
的OSM定位图

卢维尼的时区为UTC+01:00、UTC+02:00（夏令时）。

## 行政
卢维尼的邮政编码为64410，INSEE市镇编码为64355。

## 政治
卢维尼所属的省级选区为阿尔蒂克斯和苏贝斯特尔地区县。

## 人口

1962-2008年间人口变化图示

卢维尼于2022年1月1日时的人口数量为136人。